# Orientierungslauf-Weltmeisterschaften 1966
Die 1. Orientierungslauf-Weltmeisterschaften fanden am 1. Oktober und 2. Oktober 1966 im finnischen Fiskars (finn. Fiskari) in Uusimaa statt.
Die Titelkämpfe wurden auf dem 2. IOF-Kongress 1963 in Leipzig an Finnland vergeben. Ursprünglich sollten sie als die dritten Europameisterschaften nach 1962 in Norwegen und 1964 in der Schweiz abgehalten werden. Auf dem 3. IOF-Kongress 1965 im bulgarischen Kamtschia beschloss man zur Förderung der Entwicklung des Orientierungslaufs ab sofort Welt- anstatt Europameisterschaften durchzuführen.

## Herren

### Einzel
| Platz | Land | Athlet            | Zeit      |
| ----- | ---- | ----------------- | --------- |
| 1     | NOR  | Åge Hadler        | 1:36:05 h |
| 2     | FIN  | Aimo Tepsell      | 1:38:47 h |
| 3     | SWE  | Anders Morelius   | 1:40:05 h |
| 4     | NOR  | Dagfinn Olsen     | 1:40:37 h |
| 5     | FIN  | Juhani Salmenkylä | 1:40:38 h |
| 6     | SWE  | Göran Öhlund      | 1:41:05 h |
| 7     | FIN  | Rolf Koskinen     | 1:41:11 h |
| 8     | NOR  | Stig Berge        | 1:42:23 h |

Einzel:

Länge: 14,1 km

Posten: 11
Erster Einzelweltmeister im Orientierungslauf wurde der Norweger Åge Hadler. Unter die ersten 15 kamen sechs Läufer aus Finnland, fünf aus Norwegen und vier aus Schweden.

### Staffel
| Platz | Land | Athleten                                                       | Zeit      |
| ----- | ---- | -------------------------------------------------------------- | --------- |
| 1     | SWE  | Bertil Norman Karl Johansson Anders Morelius Göran Öhlund      | 3:51:42 h |
| 2     | FIN  | Erkki Kohvakka Rolf Koskinen Juhani Salmenkylä Aimo Tepsell    | 3:59:34 h |
| 3     | NOR  | Dagfinn Olsen Ola Skarholt Åge Hadler Stig Berge               | 4:26:35 h |
| 4     | SUI  | Alex Schwager Fritz Maurer Max Jüni Christian Jaggi            | 5:08:00 h |
| 5     | DEN  | Flemming Nørgaard Finn Faxner Leif Nørgaard Keld Olsen         | 5:14:25 h |
| 6     | TCH  | Jindřich Novotný Antonín Urbanec Gustav Barták Svatoslav Galík | 5:18:06 h |
| 7     | GDR  | Rolf Heinemann Achim Zemanek Harald Grosse Helmut Conrad       | 5:41:14 h |
| 8     | HUN  | Andreas Örsi Ladislaus Deseö Georg Schönviszky Iwan Skerletz   | 6:00:33 h |

## Damen

### Einzel
| Platz | Land | Athletin                | Zeit      |
| ----- | ---- | ----------------------- | --------- |
| 1     | SWE  | Ulla Lindkvist          | 0:52:45 h |
| 2     | SUI  | Katharina Perch-Nielsen | 1:00:30 h |
| 3     | FIN  | Raila Hovi              | 1:00:51 h |
| 4     | SWE  | Kerstin Granstedt       | 1:01:30 h |
| 5     | SWE  | Eivor Steen-Olsson      | 1:02:54 h |
| 6     | NOR  | Ingrid Thoresen         | 1:03:29 h |
| 7     | SUI  | Annakäthi Grieder       | 1:04:58 h |
| 8     | FIN  | Anja Meldo              | 1:05:06 h |

Einzel:

Länge: 6,6 km

Posten: 6
Mit einem Vorsprung von 7:45 Minuten wurde die Schwedin Ulla Lindkvist Weltmeisterin der Frauen.

### Staffel
| Platz | Land | Athletinnen                                                  | Zeit      |
| ----- | ---- | ------------------------------------------------------------ | --------- |
| 1     | SWE  | Kerstin Granstedt Eivor Steen-Olsson Gunvor Åhling           | 2:42:58 h |
| 2     | FIN  | Anja Meldo Pirjo Ruotsalainen Raila Hovi                     | 2:43:19 h |
| 3     | NOR  | Astrid Hansen Ragnhild Kristensen Ingrid Thoresen            | 2:54:29 h |
| 4     | SUI  | Annakäthi Grieder Irene Köhli Katharina Perch-Nielsen        | 3:08:06 h |
| 5     | GDR  | Ulrike Heinemann Ria Meyer Erika Wauer                       | 3:28:14 h |
| 6     | TCH  | Ludmila Kumbárová Naděžda Mertová-Linhartová Dobruše Novotná | 3:49:58 h |

## Medaillenspiegel
| Platz | Land     | Gold | Silber | Bronze | Gesamt |
| ----- | -------- | ---- | ------ | ------ | ------ |
| 1     | Schweden | 3    | –      | 1      | 4      |
| 2     | Norwegen | 1    | –      | 2      | 3      |
| 3     | Finnland | –    | 3      | 1      | 4      |
| 4     | Schweiz  | –    | 1      | –      | 1      |